# Antimoni natiu
L'antimoni és un mineral de la classe dels elements natius, que pertany al grup de l'arsènic.

## Característiques
L'antimoni cristal·litza en el sistema trigonal i forma cristalls pseudocúbics. Habitualment es troba de manera massiva, però també se'n pot trobar de manera radial, botrioide o reniforme amb textura granular. La seva duresa a l'escala de Mohs es troba entre 3 i 3,5. Forma part del grup de l'arsènic juntament amb l'arsènic i el bismut.
Segons la classificació de Nickel-Strunz, l'antimoni pertany a «01.CA - Metal·loides i no metalls, elements del grup de l'arsènic» juntament amb els següents minerals: arsènic, bismut, estibarseni, arsenolamprita, pararsenolamprita i paradocrasita.

## Formació i jaciments
Es troba en filons hidrotermals d'antimoni i plata. Sol trobar-se associada a altres minerals com: plata, estibina, allemontita, esfalerita, pirita, galena o quars. La seva localitat tipus se situa a la mina Sala Silver, a Sala (Suècia), i es troba distribuïda arreu del planeta.